# Julius von Hartmann (General, 1817)

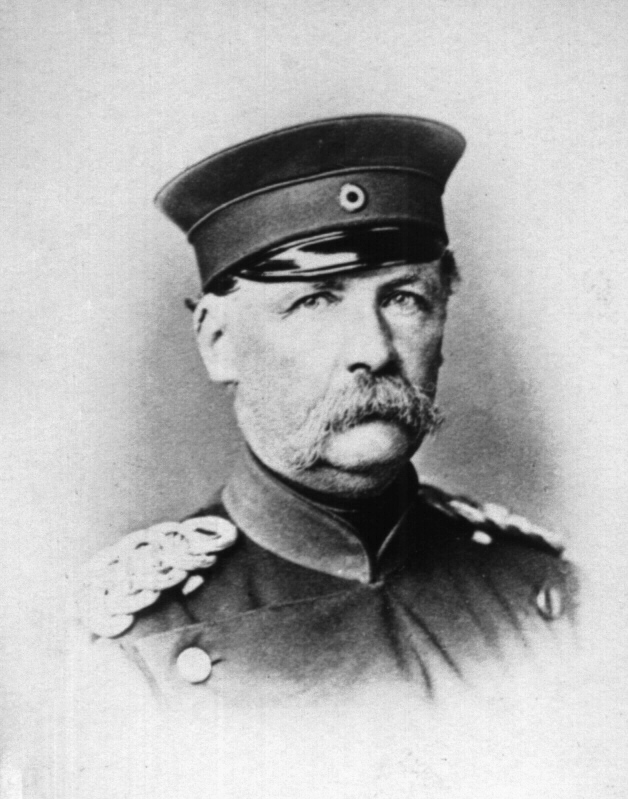
Julius von Hartmann

Julius Hartwig Friedrich von Hartmann (geboren 2. März 1817 in Hannover; gestorben 30. April 1878 in Freiburg im Breisgau) war ein preußischer General der Kavallerie.

## Leben

### Herkunft
Er war der Sohn des königlich hannoverschen Generals der Artillerie Julius von Hartmann (1774–1856) und dessen erster Ehefrau Sophie, geborene Hausmann (1788–1824). Die preußische Adelsanerkennung des bisher hannoverschen Adelsstandes erfolgte durch Allerhöchste Kabinettsorder am 29. Mai 1856 in Sanssouci.

### Militärkarriere
Hartmann trat am 1. Mai 1834 in Aschersleben in das 10. Husaren-Regiment der Preußischen Armee ein. Am 24. September 1835 wurde er zum Sekondeleutnant befördert und absolvierte zwischen 1839 und 1842 die Allgemeinen Kriegsschule. Seit 1844 beim Topographischen Büro angestellt, kam er 1848 zum Großen Generalstab, wurde am 6. Januar 1849 Hauptmann und nahm im gleichen Jahr an der Niederschlagung der Badischen Revolution teil.
1850 ging Hartmann im Auftrag des preußischen Ministeriums des Auswärtigen nach Schleswig-Holstein, später führten ihn verschiedene militärische Kommandos nach Böhmen, Sachsen und Schlesien. Im Februar 1851 kam er zum Stab des III. Armee-Korps, 1853 als Major zum Großen Generalstab und wurde am 14. Mai 1857 Kommandeur des 2. Dragoner-Regiments, das er bis Ende 1858 befehligte. Hartmann wurde am 22. November 1858 zum Oberstleutnant befördert und vor Jahresende in das Kriegsministerium kommandiert, dort wurde er am 20. Januar 1859 Chef der Abteilung für Armeeangelegenheiten. Er trieb dort die Reorganisation der Armee voran und vertrat diesen Plan auch im Landtag als Regierungskommissar. Am 12. Juni 1860 wurde Hartmann Chef des Generalstabs des VI. Armee-Korps und am 1. Juli zum Oberst befördert.
Er erhielt am 29. Januar 1863 den Befehl über die 9. Kavallerie-Brigade, an deren Spitze er bis zum Mai 1864 den Befehl über den 1. und 2. Militärgrenzbezirk gegen die polnischen Eindringlinge an der preußisch-russischen Grenze führte. Am 18. April 1865 wurde Hartmann zum Generalmajor befördert und zum ersten Kommandanten von Koblenz und Ehrenbreitstein ernannt.
Im Krieg gegen Österreich übernahm Hartmann 1866 den Befehl über die Kavalleriedivision der 2. Armee, mit der er an den Kämpfen von Königgrätz, Tobitschau und Roketnitz teilnahm. Am 18. April 1867 stieg er zum Generalleutnant auf und beriet als Militärbevollmächtigter in München das Kriegsministerium bei der beabsichtigten Umgestaltung des bayerischen Heeres. Am 21. April 1868 erhielt er das Kommando der 2. Division in Danzig.
Beim Ausbruch des Deutsch-Französischen Krieges im Juli 1870 übernahm Hartmann den Befehl über die 1. Kavallerie-Division. Er nahm an den Kämpfen bei Colombey-Nouilly und Gravelotte teil und stand dann bis Ende September vor der Festung Metz. Nachdem er vorübergehend die Einschließungstruppen bei Diedenhofen befehligt hatte, nahm Hartmann am 28. November an der Schlacht bei Beaune-la-Rolande teil, deckte während der Kämpfe bei Orléans den linken Flügel der Armee und wurde dann in Eilmärschen nach dem rechten Flügel gegen Vendôme geworfen. Am 15. Dezember führte er selbständig ein hartnäckiges Aufklärungsgefecht bei Villechauve und Château-Renault und besetzte schließlich am 19. Januar 1871 Tours. Ende Mai wurde Hartmann zum Gouverneur von Straßburg ernannt. In dieser Stellung erhielt er am 2. September 1873 den Charakter als General der Kavallerie. Unter Verleihung des Kronen-Ordens I. Klasse mit dem Emailleband des Roten Adlerordens mit Eichenlaub und Schwertern am Ringe wurde Hartmann am 12. Mai 1875 mit Pension zur Disposition gestellt.

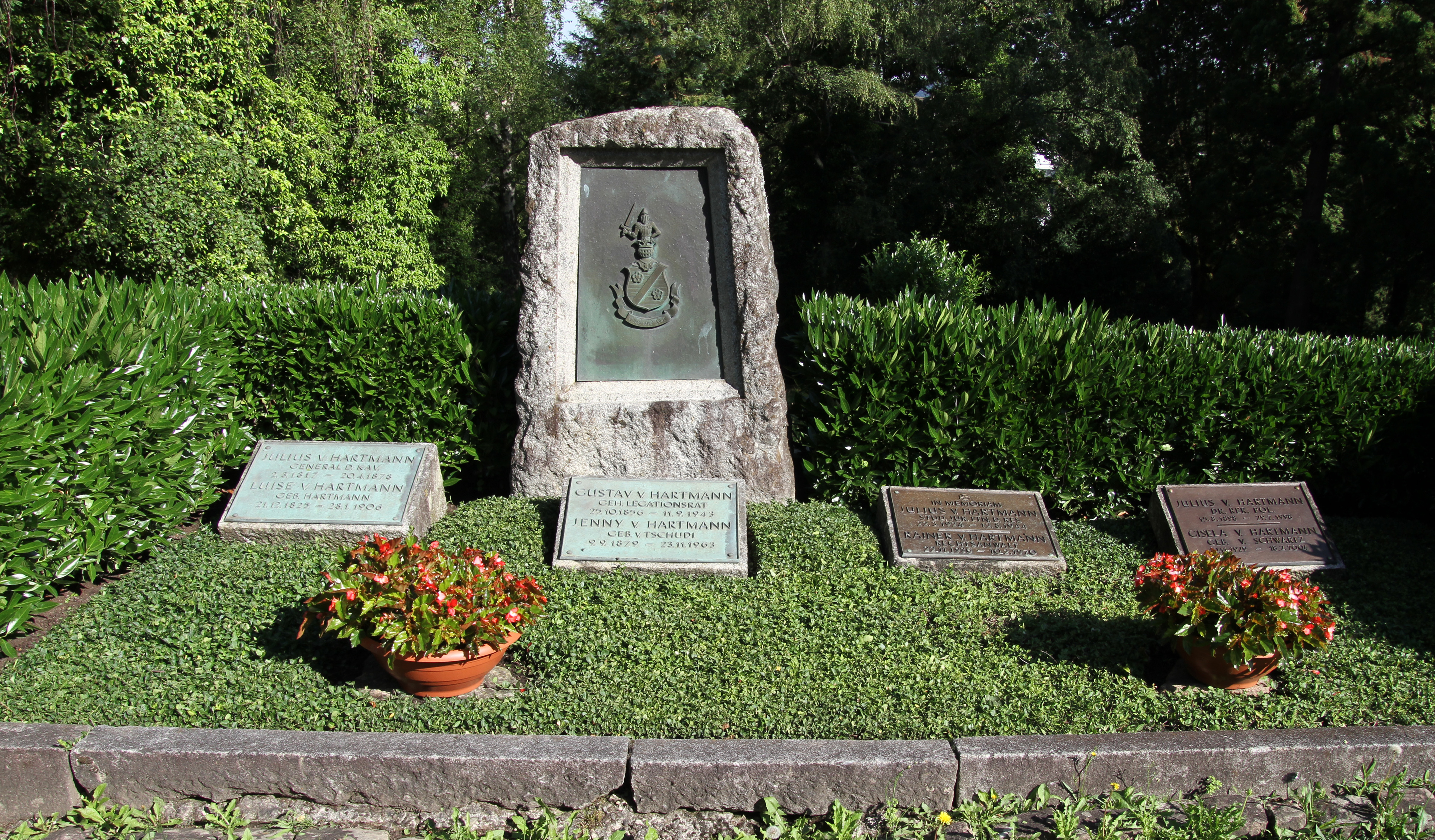
Grab auf dem Hauptfriedhof Baden-Baden

### Familie
Hartmann heiratete am 3. Mai 1849 in Hildesheim Luise Hartmann (1825–1906). Aus der Ehe gingen folgende Kinder hervor:
- Julius (1851–1902), preußischer Oberst und Kommandeur des Leibgarde-Infanterie-Regiments (1. Großherzoglich Hessisches) Nr. 115
- Karoline Sophie (1852–1896) ⚭ Oswald von Richthofen (1847–1906), Staatssekretär des Auswärtigen Amtes
- Georg (1853–1912), preußischer Hauptmann[4]
- Gustav (1856–1943), Geheimer Legationsrat und Generalkonsul

## Schriften
- Der königlich hannoversche General Sir Julius von Hartmann. Hannover 1858, Digitalisat
- Die allgemeine Wehrpflicht. (Zeitfragen des christlichen Volkslebens; 4). Heilbronn 1876.
- Lebenserinnerungen. Briefe und Aufsätze. 2 Bände, Berlin 1882, postum erschienen.
- Briefe aus dem Deutsch-Französischen Kriege 1870–71. Kassel 1893, postum erschienen.
- Briefe aus dem Feldzuge 1866. Berlin 1898, postum erschienen.